# Shaun O’Leary
Shaun James O'Leary (13 de marzo de 1958) es un deportista neozelandés que compitió en judo. Ganó cuatro medallas en el Campeonato de Oceanía de Judo entre los años 1979 y 1985.

## Palmarés internacional
| Campeonato de Oceanía | Campeonato de Oceanía    | Campeonato de Oceanía | Campeonato de Oceanía |
| Año                   | Lugar                    | Medalla               | Categoría             |
| --------------------- | ------------------------ | --------------------- | --------------------- |
| 1979                  | Rotorua (Nueva Zelanda)  | Medalla de bronce     | –71 kg                |
| 1981                  | Suva (Fiyi)              | Medalla de oro        | –71 kg                |
| 1983                  | Numea (Francia)          | Medalla de oro        | –71 kg                |
| 1985                  | Auckland (Nueva Zelanda) | Medalla de bronce     | –78 kg                |